# 1565 w polityce

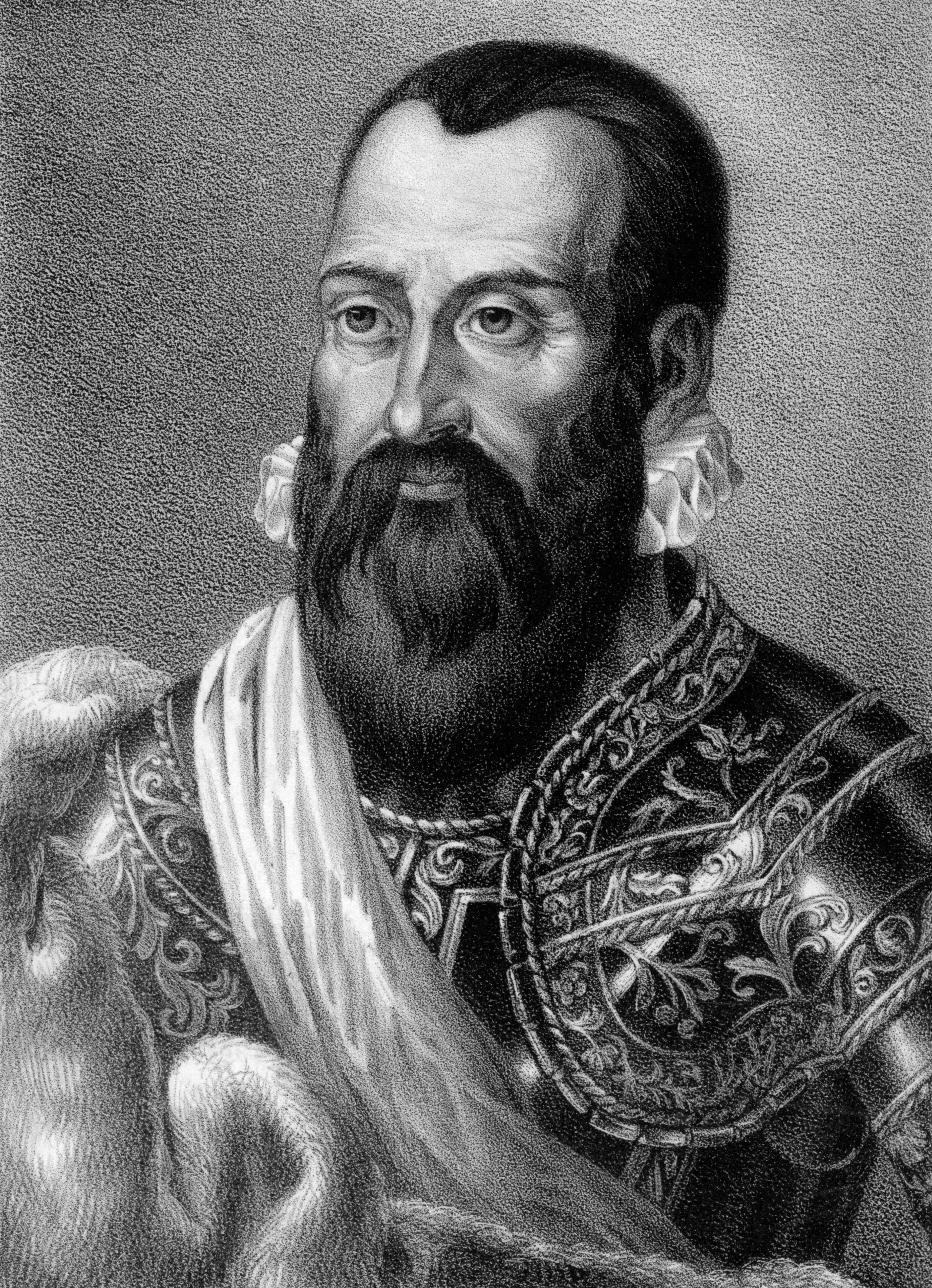
Mikołaj Radziwiłł, zwany Czarnym

Wydarzenia polityczne w 1565 roku.

## Zmarli
- 28 maja lub 29 maja Mikołaj Radziwiłł Czarny, litewski książę[1].
- 9 grudnia Pius IV, papież[2].